# Danh sách cầu thủ tham dự Cúp Vàng CONCACAF 2019
16 đội tuyển quốc gia tham gia Cúp vàng CONCACAF 2019 được yêu cầu phải đăng ký một đội hình gồm 23 cầu thủ; chỉ những người chơi trong các đội này mới đủ điều kiện tham gia giải đấu. CONCACAF đã công bố tất cả các danh sách tạm thời vào ngày 20 tháng Năm. Danh sách cuối cùng gồm 23 cầu thủ mỗi đội tuyển quốc gia đã được gửi tới CONCACAF vào tháng 6 năm 2019. Ba cầu thủ mỗi đội tuyển quốc gia phải là thủ môn.
Số liệu thống kê trong các bảng dưới đây thể hiện hồ sơ người chơi kể từ khi bắt đầu giải đấu. Xem bài viết cá nhân người chơi để thống kê hiện tại. Câu lạc bộ được liệt kê là câu lạc bộ mà người chơi cuối cùng đã chơi một trận đấu cạnh tranh trước giải đấu. Quốc tịch cho mỗi câu lạc bộ phản ánh hiệp hội quốc gia (không phải giải đấu) mà câu lạc bộ được liên kết.

## Bảng A

### Mexico
Huấn luyện:  Gerardo Martino
The 29-man provisional squad was announced on ngày 14 tháng 5 năm 2019. On 26 May and 27 May, defender Miguel Layún and forward Hirving Lozano were ruled out for medical reasons, therefore, provisional squad was reduced to 27 players. The 23-man final squad was announced on ngày 5 tháng 6 năm 2019. On ngày 14 tháng 6 năm 2019, Uriel Antuna replaced the injured Jorge Sánchez.
| Số | VT | Cầu thủ                   | Ngày sinh (tuổi)            | Trận | Bàn | Câu lạc bộ              |
| -- | -- | ------------------------- | --------------------------- | ---- | --- | ----------------------- |
| 1  | TM | Jonathan Orozco           | 12 tháng 5, 1986 (33 tuổi)  | 7    | 0   | Santos Laguna           |
| 2  | HV | Néstor Araujo             | 21 tháng 8, 1991 (27 tuổi)  | 31   | 3   | Celta Vigo              |
| 3  | HV | Carlos Salcedo            | 29 tháng 9, 1993 (25 tuổi)  | 26   | 0   | UANL                    |
| 4  | TV | Edson Álvarez             | 24 tháng 10, 1997 (21 tuổi) | 23   | 1   | América                 |
| 5  | HV | Diego Reyes               | 19 tháng 9, 1992 (26 tuổi)  | 59   | 1   | Leganés                 |
| 6  | TV | Jonathan dos Santos       | 26 tháng 4, 1990 (29 tuổi)  | 40   | 1   | LA Galaxy               |
| 7  | TV | Orbelín Pineda            | 24 tháng 3, 1996 (23 tuổi)  | 16   | 1   | Cruz Azul               |
| 8  | TV | Carlos Rodríguez          | 3 tháng 1, 1997 (22 tuổi)   | 2    | 0   | Monterrey               |
| 9  | TĐ | Raúl Jiménez              | 5 tháng 5, 1991 (28 tuổi)   | 71   | 17  | Wolverhampton Wanderers |
| 10 | TV | Luis Montes               | 15 tháng 5, 1986 (33 tuổi)  | 21   | 4   | León                    |
| 11 | TĐ | Roberto Alvarado          | 7 tháng 9, 1998 (20 tuổi)   | 7    | 1   | Cruz Azul               |
| 12 | TM | Hugo González             | 1 tháng 8, 1990 (28 tuổi)   | 2    | 0   | Necaxa                  |
| 13 | TM | Guillermo Ochoa           | 13 tháng 7, 1985 (33 tuổi)  | 101  | 0   | Standard Liège          |
| 14 | TĐ | Alexis Vega               | 25 tháng 11, 1997 (21 tuổi) | 2    | 0   | Guadalajara             |
| 15 | HV | Héctor Moreno             | 17 tháng 1, 1988 (31 tuổi)  | 97   | 4   | Real Sociedad           |
| 16 | TV | Érick Gutiérrez           | 17 tháng 6, 1995 (23 tuổi)  | 16   | 0   | PSV Eindhoven           |
| 17 | HV | César Montes              | 24 tháng 2, 1997 (22 tuổi)  | 6    | 0   | Monterrey               |
| 18 | TV | Andrés Guardado (captain) | 28 tháng 9, 1986 (32 tuổi)  | 154  | 26  | Real Betis              |
| 19 | HV | Fernando Navarro          | 18 tháng 4, 1989 (30 tuổi)  | 1    | 0   | León                    |
| 20 | TĐ | Rodolfo Pizarro           | 15 tháng 2, 1994 (25 tuổi)  | 17   | 4   | Monterrey               |
| 21 | HV | Luis Rodríguez            | 21 tháng 1, 1991 (28 tuổi)  | 11   | 0   | UANL                    |
| 22 | TV | Uriel Antuna              | 21 tháng 8, 1997 (21 tuổi)  | 2    | 0   | LA Galaxy               |
| 23 | HV | Jesús Gallardo            | 14 tháng 8, 1994 (24 tuổi)  | 34   | 0   | Monterrey               |

### Canada
Huấn luyện  John Herdman
The 40-man provisional squad was announced on ngày 20 tháng 5 năm 2019. The 23-man final squad was announced on ngày 30 tháng 5 năm 2019.
| Số | VT | Cầu thủ                       | Ngày sinh (tuổi)            | Trận | Bàn | Câu lạc bộ          |
| -- | -- | ----------------------------- | --------------------------- | ---- | --- | ------------------- |
| 1  | TM | Jayson Leutwiler              | 25 tháng 4, 1989 (30 tuổi)  | 3    | 0   | Blackburn Rovers    |
| 2  | HV | Zachary Brault-Guillard       | 30 tháng 12, 1998 (20 tuổi) | 3    | 0   | Montreal Impact     |
| 3  | HV | Ashtone Morgan                | 9 tháng 2, 1991 (28 tuổi)   | 14   | 0   | Toronto FC          |
| 4  | HV | Derek Cornelius               | 25 tháng 11, 1997 (21 tuổi) | 4    | 0   | Vancouver Whitecaps |
| 5  | TV | Will Johnson                  | 21 tháng 1, 1987 (32 tuổi)  | 43   | 4   | Orlando City        |
| 6  | TV | Samuel Piette                 | 12 tháng 11, 1994 (24 tuổi) | 41   | 0   | Montreal Impact     |
| 7  | TV | Russell Teibert               | 22 tháng 12, 1992 (26 tuổi) | 23   | 1   | Vancouver Whitecaps |
| 8  | TV | Scott Arfield (co-captain)    | 1 tháng 11, 1988 (30 tuổi)  | 13   | 1   | Rangers             |
| 9  | TĐ | Cyle Larin                    | 17 tháng 4, 1995 (24 tuổi)  | 28   | 8   | Beşiktaş            |
| 10 | TV | Junior Hoilett                | 5 tháng 6, 1990 (29 tuổi)   | 21   | 4   | Cardiff City        |
| 11 | TĐ | Liam Millar                   | 27 tháng 9, 1999 (19 tuổi)  | 4    | 0   | Kilmarnock          |
| 12 | TĐ | Alphonso Davies               | 2 tháng 11, 2000 (18 tuổi)  | 9    | 3   | Bayern Munich       |
| 13 | TV | Atiba Hutchinson (co-captain) | 8 tháng 2, 1983 (36 tuổi)   | 81   | 7   | Beşiktaş            |
| 14 | TV | Mark-Anthony Kaye             | 2 tháng 12, 1994 (24 tuổi)  | 7    | 0   | Los Angeles FC      |
| 15 | HV | Doneil Henry                  | 20 tháng 4, 1993 (26 tuổi)  | 25   | 0   | Vancouver Whitecaps |
| 16 | TV | Noble Okello                  | 20 tháng 7, 2000 (18 tuổi)  | 0    | 0   | Toronto FC          |
| 17 | HV | Kamal Miller                  | 16 tháng 6, 1997 (21 tuổi)  | 0    | 0   | Orlando City        |
| 18 | TM | Milan Borjan                  | 23 tháng 10, 1987 (31 tuổi) | 41   | 0   | Red Star Belgrade   |
| 19 | TĐ | Lucas Cavallini               | 28 tháng 12, 1992 (26 tuổi) | 11   | 5   | Puebla              |
| 20 | TĐ | Jonathan David                | 14 tháng 1, 2000 (19 tuổi)  | 4    | 4   | Gent                |
| 21 | TV | Jonathan Osorio               | 12 tháng 6, 1992 (27 tuổi)  | 23   | 3   | Toronto FC          |
| 22 | TM | Maxime Crépeau                | 11 tháng 4, 1994 (25 tuổi)  | 2    | 0   | Vancouver Whitecaps |
| 23 | HV | Marcus Godinho                | 28 tháng 6, 1997 (21 tuổi)  | 1    | 0   | Heart of Midlothian |

### Martinique
Huấn luyện: Mario Bocaly
The preliminary squad was announced on ngày 28 tháng 5 năm 2019, Gregory Eneleda replaced to Wesley Jobello. The final squad was announced on ngày 7 tháng 6 năm 2019.

| Số | VT | Cầu thủ                       | Ngày sinh (tuổi)            | Trận | Bàn | Câu lạc bộ       |
| -- | -- | ----------------------------- | --------------------------- | ---- | --- | ---------------- |
| 1  | TM | Loïc Chauvet                  | 30 tháng 4, 1988 (31 tuổi)  | 15   | 0   | Golden Lion      |
| 2  | HV | Yordan Thimon                 | 10 tháng 9, 1996 (22 tuổi)  | 5    | 0   | Club Franciscain |
| 3  | TV | Joris Marveaux                | 15 tháng 8, 1982 (36 tuổi)  | 0    | 0   | Gazélec Ajaccio  |
| 4  | HV | Rodrigue César                | 14 tháng 4, 1988 (31 tuổi)  | 5    | 0   | Club Colonial    |
| 5  | TV | Karl Vitulin                  | 15 tháng 1, 1991 (28 tuổi)  | 43   | 2   | Samaritaine      |
| 6  | HV | Jean-Sylvain Babin            | 14 tháng 10, 1986 (32 tuổi) | 10   | 1   | Sporting Gijón   |
| 7  | TĐ | Grégory Pastel                | 18 tháng 9, 1990 (28 tuổi)  | 15   | 3   | Rivière-Pilote   |
| 8  | HV | Jordy Delem                   | 18 tháng 3, 1993 (26 tuổi)  | 39   | 5   | Seattle Sounders |
| 9  | TĐ | Kévin Fortuné                 | 6 tháng 8, 1989 (29 tuổi)   | 2    | 0   | Troyes           |
| 10 | TĐ | Mickaël Biron                 | 26 tháng 8, 1997 (21 tuổi)  | 5    | 4   | Golden Lion      |
| 11 | TV | Gregory Eneleda               | 1 tháng 12, 1989 (29 tuổi)  | -    | -   | Golden Star      |
| 12 | TĐ | Johnny Marajo                 | 12 tháng 10, 1993 (25 tuổi) | 11   | 0   | Club Franciscain |
| 13 | TĐ | Christophe Jougon             | 10 tháng 7, 1995 (23 tuổi)  | 20   | 1   | Club Franciscain |
| 14 | HV | Yann Thimon                   | 1 tháng 1, 1990 (29 tuổi)   | 10   | 1   | Club Franciscain |
| 15 | HV | Audrick Linord                | 17 tháng 4, 1987 (32 tuổi)  | 14   | 0   | Robert           |
| 16 | TM | Arnaud Huygues des Étages     | 30 tháng 12, 1985 (33 tuổi) | 0    | 0   | Aiglon           |
| 17 | TĐ | Kévin Parsemain               | 13 tháng 2, 1988 (31 tuổi)  | 48   | 32  | Golden Lion      |
| 18 | HV | Samuel Camille                | 2 tháng 2, 1986 (33 tuổi)   | 0    | 0   | Tenerife         |
| 19 | TV | Daniel Hérelle                | 17 tháng 10, 1988 (30 tuổi) | 68   | 3   | Golden Lion      |
| 20 | TV | Stéphane Abaul                | 23 tháng 11, 1991 (27 tuổi) | 46   | 7   | Club Franciscain |
| 21 | HV | Sébastien Crétinoir (captain) | 12 tháng 2, 1986 (33 tuổi)  | 55   | 3   | Golden Lion      |
| 22 | TV | Romario Barthéléry            | 24 tháng 6, 1994 (24 tuổi)  | 2    | 0   | Golden Lion      |
| 23 | TM | Stéphane Michalet             | 16 tháng 3, 1989 (30 tuổi)  | 0    | 0   | Robert           |

### Cuba
Huấn luyện: Raúl Mederos
The final squad was announced on ngày 7 tháng 6 năm 2019. Yordan Santa Cruz did not travel, but remained in the official list. Yasmany López defected following Cuba's opening match. Daniel Luis, Reynaldo Perez, Luismel Morris defected after second game.

| Số | VT | Cầu thủ                     | Ngày sinh (tuổi)            | Trận | Bàn | Câu lạc bộ        |
| -- | -- | --------------------------- | --------------------------- | ---- | --- | ----------------- |
| 1  | TM | Sandy Sánchez               | 24 tháng 5, 1994 (25 tuổi)  | 13   | 1   | Jarabacoa         |
| 2  | TV | Andy Baquero                | 17 tháng 8, 1994 (24 tuổi)  | 25   | 5   | Delfines del Este |
| 3  | HV | Erick Rizo                  | 7 tháng 3, 1991 (28 tuổi)   | 13   | 1   | Santiago de Cuba  |
| 4  | HV | Yasmany López               | 11 tháng 10, 1987 (31 tuổi) | 28   | 1   | Ciego de Ávila    |
| 5  | HV | Dariel Morejón              | 21 tháng 12, 1998 (20 tuổi) | 6    | 0   | Villa Clara       |
| 6  | HV | Yosel Piedra                | 27 tháng 3, 1994 (25 tuổi)  | 17   | 0   | Universidad       |
| 7  | TV | Rolando Abreu               | 15 tháng 5, 1992 (27 tuổi)  | 8    | 0   | Santiago de Cuba  |
| 8  | TV | Alejandro Portal            | 21 tháng 10, 1995 (23 tuổi) | 2    | 0   | Mayabeque         |
| 9  | TĐ | Maikel Reyes                | 4 tháng 3, 1993 (26 tuổi)   | 14   | 2   | Pinar del Río     |
| 10 | TV | Arichel Hernández           | 20 tháng 9, 1993 (25 tuổi)  | 16   | 3   | Independiente     |
| 11 | TV | Yordan Santa Cruz (captain) | 7 tháng 10, 1993 (25 tuổi)  | 16   | 8   | Jarabacoa         |
| 12 | TM | Elier Pozo                  | 28 tháng 1, 1995 (24 tuổi)  | 3    | 0   | Pinar del Río     |
| 13 | TV | Aníbal Álvarez              | 25 tháng 5, 1995 (24 tuổi)  | 2    | 1   | Ciego de Ávila    |
| 14 | HV | Karel Espino                | 27 tháng 10, 2001 (17 tuổi) | 1    | 0   | Artemisa          |
| 15 | HV | Lionis Martínez             | 3 tháng 2, 1989 (30 tuổi)   | 0    | 0   | Santiago de Cuba  |
| 16 | TV | Daniel Luís                 | 11 tháng 5, 1994 (25 tuổi)  | 17   | 1   | Delfines del Este |
| 17 | TV | Jean Carlos Rodríguez       | 27 tháng 5, 1999 (20 tuổi)  | 0    | 0   | Pinar del Río     |
| 18 | TV | Reynaldo Pérez              | 22 tháng 1, 1994 (25 tuổi)  | 0    | 0   | Delfines del Este |
| 19 | TV | Jorge Kindelán              | 12 tháng 4, 1986 (33 tuổi)  | 8    | 0   | Santiago de Cuba  |
| 20 | TV | Luismel Morris              | 14 tháng 12, 1997 (21 tuổi) | 10   | 4   | Camagüey          |
| 21 | TM | Nelson Johnston             | 25 tháng 2, 1990 (29 tuổi)  | 5    | 0   | Santiago de Cuba  |
| 22 | TV | Roberney Caballero          | 2 tháng 11, 1995 (23 tuổi)  | 10   | 3   | Villa Clara       |
| 23 | TĐ | Luis Paradela               | 21 tháng 1, 1997 (22 tuổi)  | 6    | 5   | Universidad       |

## Bảng B

### Costa Rica
Huấn luyện:  Gustavo Matosas
The 40-man provisional squad was announced on ngày 20 tháng 5 năm 2019. The 23-man final squad was announced on ngày 5 tháng 6 năm 2019. The squad was reduced to 22 players after Jimmy Marín left the team without permission in order to sign with Hapoel Be'er Sheva, but remain in the official list.
| Số | VT | Cầu thủ              | Ngày sinh (tuổi)            | Trận | Bàn | Câu lạc bộ       |
| -- | -- | -------------------- | --------------------------- | ---- | --- | ---------------- |
| 1  | TM | Bryan Segura         | 14 tháng 1, 1997 (22 tuổi)  | 0    | 0   | Pérez Zeledón    |
| 2  | TV | Randall Leal         | 14 tháng 1, 1997 (22 tuổi)  | 8    | 0   | Saprissa         |
| 3  | HV | Giancarlo González   | 8 tháng 2, 1988 (31 tuổi)   | 76   | 2   | LA Galaxy        |
| 4  | HV | Keysher Fuller       | 12 tháng 7, 1994 (24 tuổi)  | 2    | 1   | Herediano        |
| 5  | TV | Celso Borges         | 27 tháng 5, 1988 (31 tuổi)  | 121  | 21  | Göztepe          |
| 6  | HV | Óscar Duarte         | 3 tháng 6, 1989 (30 tuổi)   | 44   | 2   | Espanyol         |
| 7  | TV | Christian Bolaños    | 17 tháng 5, 1984 (35 tuổi)  | 85   | 7   | Saprissa         |
| 8  | HV | Bryan Oviedo         | 18 tháng 2, 1990 (29 tuổi)  | 51   | 1   | Sunderland       |
| 9  | TĐ | Álvaro Saborío       | 25 tháng 3, 1982 (37 tuổi)  | 109  | 35  | San Carlos       |
| 10 | TV | Bryan Ruiz (captain) | 18 tháng 8, 1985 (33 tuổi)  | 120  | 25  | Santos           |
| 11 | TĐ | Mayron George        | 23 tháng 10, 1993 (25 tuổi) | 9    | 0   | Midtjylland      |
| 12 | TĐ | Joel Campbell        | 26 tháng 6, 1992 (26 tuổi)  | 86   | 17  | León             |
| 13 | TV | Allan Cruz           | 24 tháng 2, 1996 (23 tuổi)  | 10   | 1   | FC Cincinnati    |
| 14 | TĐ | Jonathan McDonald    | 28 tháng 10, 1987 (31 tuổi) | 13   | 1   | Al-Ahli          |
| 15 | HV | Francisco Calvo      | 8 tháng 7, 1992 (26 tuổi)   | 45   | 4   | Chicago Fire     |
| 16 | HV | Cristian Gamboa      | 24 tháng 10, 1989 (29 tuổi) | 74   | 3   | Celtic           |
| 17 | TV | Yeltsin Tejeda       | 17 tháng 3, 1992 (27 tuổi)  | 50   | 0   | Herediano        |
| 18 | TM | Marco Madrigal       | 3 tháng 8, 1985 (33 tuổi)   | 1    | 0   | San Carlos       |
| 19 | HV | Kendall Waston       | 1 tháng 1, 1988 (31 tuổi)   | 33   | 7   | FC Cincinnati    |
| 20 | TV | Elías Aguilar        | 7 tháng 11, 1991 (27 tuổi)  | 16   | 0   | Jeju United      |
| 21 | TV | Jimmy Marín          | 8 tháng 10, 1997            | 5    | 0   | Herediano        |
| 22 | HV | Rónald Matarrita     | 9 tháng 7, 1994 (24 tuổi)   | 30   | 3   | New York City FC |
| 23 | TM | Leonel Moreira       | 2 tháng 4, 1990 (29 tuổi)   | 11   | 0   | Pachuca          |

### Haiti
Huấn luyện:  Marc Collat
The 40-man provisional squad was announced on ngày 16 tháng 5 năm 2019. The 23-man final squad was announced on ngày 23 tháng 5 năm 2019.
| Số | VT | Cầu thủ                 | Ngày sinh (tuổi)            | Trận | Bàn | Câu lạc bộ             |
| -- | -- | ----------------------- | --------------------------- | ---- | --- | ---------------------- |
| 1  | TM | Johny Placide (captain) | 29 tháng 1, 1988 (31 tuổi)  | 36   | 0   | Unattached             |
| 2  | HV | Carlens Arcus           | 28 tháng 6, 1996 (22 tuổi)  | 8    | 1   | Auxerre                |
| 3  | HV | Mechack Jérôme          | 21 tháng 4, 1990 (29 tuổi)  | 62   | 2   | El Paso Locomotive     |
| 4  | HV | Ricardo Adé             | 21 tháng 5, 1990 (29 tuổi)  | 8    | 0   | Magallanes             |
| 5  | HV | Djimy Alexis            | 8 tháng 10, 1997 (21 tuổi)  | 1    | 0   | Capoise                |
| 6  | HV | Jems Geffrard           | 26 tháng 8, 1994 (24 tuổi)  | 3    | 0   | Fresno                 |
| 7  | TĐ | Hervé Bazile            | 18 tháng 3, 1990 (29 tuổi)  | 0    | 0   | Le Havre               |
| 8  | TV | Zachary Herivaux        | 2 tháng 1, 1996 (23 tuổi)   | 5    | 0   | New England Revolution |
| 9  | TĐ | Duckens Nazon           | 17 tháng 4, 1994 (25 tuổi)  | 26   | 16  | Sint-Truiden           |
| 10 | HV | Wilde-Donald Guerrier   | 31 tháng 3, 1989 (30 tuổi)  | 43   | 9   | Qarabağ                |
| 11 | TĐ | Derrick Etienne         | 25 tháng 11, 1996 (22 tuổi) | 8    | 2   | New York Red Bulls     |
| 12 | TM | Josué Duverger          | 27 tháng 4, 2000 (19 tuổi)  | 1    | 0   | Vitória Setúbal        |
| 13 | TV | Bicou Bissainthe        | 15 tháng 3, 1999 (20 tuổi)  | 0    | 0   | North Texas SC         |
| 14 | TV | Charles Hérold Jr.      | 23 tháng 7, 1990 (28 tuổi)  | 20   | 3   | Cibao                  |
| 15 | TĐ | Mikaël Cantave          | 25 tháng 10, 1996 (22 tuổi) | 4    | 1   | Tropezón               |
| 16 | HV | Andrew Jean-Baptiste    | 16 tháng 6, 1992 (26 tuổi)  | 4    | 2   | Umeå                   |
| 17 | TV | Dutherson Clerveaux     | 20 tháng 1, 1999 (20 tuổi)  | 0    | 0   | Cavaly                 |
| 18 | TĐ | Jonel Désiré            | 12 tháng 2, 1997 (22 tuổi)  | 8    | 1   | Lori                   |
| 19 | TV | Steeven Saba            | 24 tháng 2, 1993 (26 tuổi)  | 2    | 0   | Violette               |
| 20 | TĐ | Frantzdy Pierrot        | 29 tháng 3, 1995 (24 tuổi)  | 5    | 2   | Mouscron               |
| 21 | TV | Bryan Alceus            | 1 tháng 2, 1996 (23 tuổi)   | 6    | 0   | C'Chartres             |
| 22 | HV | Alex Junior Christian   | 5 tháng 12, 1993 (25 tuổi)  | 18   | 1   | Ararat-Armenia         |
| 23 | TM | Isaac Rouaud Simon      | 12 tháng 2, 1998 (21 tuổi)  | 0    | 0   | Vannes                 |

### Nicaragua
Huấn luyện:  Henry Duarte
The 40-man provisional squad was announced on ngày 20 tháng 5 năm 2019. The 23-man final squad was announced on ngày 3 tháng 6 năm 2019. Marlon Lopez, Carlos Montenegro, Carlos Chavarria expelled from the team after first mach.
| Số | VT | Cầu thủ                | Ngày sinh (tuổi)            | Trận | Bàn | Câu lạc bộ         |
| -- | -- | ---------------------- | --------------------------- | ---- | --- | ------------------ |
| 1  | TM | Justo Lorente          | 27 tháng 2, 1984 (35 tuổi)  | 26   | 0   | Managua            |
| 2  | HV | Josué Quijano          | 10 tháng 3, 1991 (28 tuổi)  | 53   | 1   | Real Estelí        |
| 3  | HV | Manuel Rosas           | 14 tháng 10, 1983 (35 tuổi) | 39   | 2   | Real Estelí        |
| 4  | HV | René Huete             | 5 tháng 6, 1995 (24 tuổi)   | 0    | 0   | Walter Ferretti    |
| 5  | HV | Carlos Montenegro      | 7 tháng 1, 1991 (28 tuổi)   | 0    | 0   | Carmelita          |
| 6  | HV | Luis Fernando Copete   | 12 tháng 2, 1989 (30 tuổi)  | 28   | 3   | Always Ready       |
| 7  | TĐ | Carlos Chavarría       | 2 tháng 5, 1994 (25 tuổi)   | 29   | 7   | Padideh            |
| 8  | TV | Marlon López           | 2 tháng 11, 1992 (26 tuổi)  | 33   | 0   | Real Estelí        |
| 9  | TV | Daniel Cadena          | 9 tháng 2, 1987 (32 tuổi)   | 27   | 3   | Algaida            |
| 10 | TĐ | Luis Galeano           | 15 tháng 10, 1991 (27 tuổi) | 24   | 4   | Real Estelí        |
| 11 | TĐ | Juan Barrera (captain) | 2 tháng 5, 1989 (30 tuổi)   | 48   | 17  | Municipal          |
| 12 | TM | Henry Maradiaga        | 5 tháng 2, 1990 (29 tuổi)   | 2    | 0   | Juventus Managua   |
| 13 | TV | Junior Arteaga         | 9 tháng 12, 1999 (19 tuổi)  | 0    | 0   | Juventus Managua   |
| 14 | TV | Kevin Serapio          | 9 tháng 4, 1996 (23 tuổi)   | 2    | 0   | Managua            |
| 15 | TĐ | Byron Bonilla          | 30 tháng 8, 1993 (25 tuổi)  | 3    | 0   | Grecia             |
| 16 | TV | Armanto Gkoufas        | 2 tháng 2, 1995 (24 tuổi)   | 2    | 1   | Iródotos           |
| 17 | TV | Renato Punyed          | 22 tháng 8, 1995 (23 tuổi)  | 3    | 0   | Nybergsund         |
| 18 | TV | Jorge Betancur         | 19 tháng 8, 1991 (27 tuổi)  | 3    | 0   | Real Estelí        |
| 19 | HV | Camphers Pérez         | 13 tháng 5, 1998 (21 tuổi)  | 5    | 0   | Managua            |
| 20 | HV | Oscar López            | 27 tháng 2, 1992 (27 tuổi)  | 14   | 0   | Real Estelí        |
| 21 | HV | Francisco Flores       | 2 tháng 4, 1988 (31 tuổi)   | 2    | 0   | Santos de Guápiles |
| 22 | TV | Agenor Báez            | 18 tháng 12, 1997 (21 tuổi) | 1    | 0   | Managua            |
| 23 | TM | Bryan Rodríguez        | 23 tháng 9, 1996 (22 tuổi)  | 1    | 0   | Carmelita          |

### Bermuda
Huấn luyện: Kyle Lightbourne
The final squad was announced on ngày 31 tháng 5 năm 2019.

| Số | VT | Cầu thủ                  | Ngày sinh (tuổi)            | Trận | Bàn | Câu lạc bộ             |
| -- | -- | ------------------------ | --------------------------- | ---- | --- | ---------------------- |
| 1  | TM | Dale Eve                 | 9 tháng 2, 1995 (24 tuổi)   | 11   | 0   | Robin Hood             |
| 2  | TV | Chikosi Basden           | 1 tháng 2, 1995 (24 tuổi)   | 2    | 0   | Hatfield Town          |
| 3  | HV | Calon Minors             | 11 tháng 7, 1996 (22 tuổi)  | 5    | 0   | Unattached             |
| 4  | HV | Roger Lee                | 1 tháng 7, 1991 (27 tuổi)   | 21   | 0   | Tallinna Kalev         |
| 5  | HV | Oliver Harvey            | 28 tháng 8, 1993 (25 tuổi)  | 0    | 0   | Unattached             |
| 6  | HV | Jaylon Bather            | 31 tháng 12, 1992 (26 tuổi) | 18   | 1   | Robin Hood             |
| 7  | TV | Lejuan Simmons           | 7 tháng 4, 1993 (26 tuổi)   | 17   | 7   | Robin Hood             |
| 8  | TV | Donte Brangman           | 26 tháng 6, 1994 (24 tuổi)  | 9    | 0   | Southampton Rangers    |
| 9  | TĐ | Jonte Smith              | 10 tháng 7, 1994 (24 tuổi)  | 9    | 2   | Oxford United          |
| 10 | TV | Zeiko Lewis              | 4 tháng 6, 1994 (25 tuổi)   | 22   | 9   | Charleston Battery     |
| 11 | TV | Willie Clemons           | 24 tháng 9, 1994 (24 tuổi)  | 12   | 2   | Bodens BK              |
| 12 | TM | Jahquil Hill             | 15 tháng 1, 1997 (22 tuổi)  | 7    | 0   | Hereford               |
| 13 | TV | Osagi Bascome            | 17 tháng 4, 1998 (21 tuổi)  | 10   | 1   | Robin Hood             |
| 14 | TV | Cecoy Robinson           | 10 tháng 10, 1987 (31 tuổi) | 14   | 1   | PHC Zebras             |
| 15 | TV | Milan Butterfield        | 24 tháng 1, 1998 (21 tuổi)  | 3    | 0   | Kidderminster Harriers |
| 16 | HV | Dante Leverock (captain) | 11 tháng 4, 1992 (27 tuổi)  | 17   | 2   | Sligo Rovers           |
| 17 | HV | Justin Donawa            | 27 tháng 6, 1996 (22 tuổi)  | 12   | 3   | Unattached             |
| 18 | TV | Tre Ming                 | 11 tháng 4, 1994 (25 tuổi)  | 18   | 3   | PHC Zebras             |
| 19 | TV | Reggie Lambe             | 4 tháng 2, 1991 (28 tuổi)   | 33   | 9   | Cambridge United       |
| 20 | TV | Liam Evans               | 1 tháng 5, 1997 (22 tuổi)   | 5    | 1   | Robin Hood             |
| 21 | TĐ | Nahki Wells              | 1 tháng 6, 1990 (29 tuổi)   | 11   | 7   | Burnley                |
| 22 | TV | Marco Warren             | 13 tháng 12, 1993 (25 tuổi) | 8    | 1   | PHC Zebras             |
| 23 | TM | Quinaceo Hunt            | 21 tháng 1, 2000 (19 tuổi)  | 1    | 0   | Wakefield              |